# Wyścig Japonii WTCC 2010
Wyścig Japonii WTCC 2010 – dziesiąta runda World Touring Car Championship w sezonie 2010 i trzeci z kolei Wyścig Japonii. Rozegrał się on w dniach 29-31 października 2010 na torze Okayama International Circuit w mieście Mimasaka w Japonii. W pierwszym wyścigu zwyciężył Robert Huff z Chevroleta, a w drugim Colin Turkington z zespołu Team Aviva-COFCO / WSR.

## Lista startowa
| Nr | Kierowca           | Zespół                          | Samochód           | Klasa |
| -- | ------------------ | ------------------------------- | ------------------ | ----- |
| 1  | Gabriele Tarquini  | SR-Sport                        | SEAT León 2.0 TDI  | M     |
| 2  | Tom Coronel        | SR-Sport                        | SEAT León 2.0 TDI  | M     |
| 3  | Tiago Monteiro     | SR-Sport                        | SEAT León 2.0 TDI  | M     |
| 5  | Norbert Michelisz  | Zengő-Dension Team              | SEAT León 2.0 TDI  | MR    |
| 6  | Yvan Muller        | Chevrolet                       | Chevrolet Cruze LT | M     |
| 7  | Robert Huff        | Chevrolet                       | Chevrolet Cruze LT | M     |
| 8  | Alain Menu         | Chevrolet                       | Chevrolet Cruze LT | M     |
| 10 | Augusto Farfus     | BMW Team RBM                    | BMW 320si          | M     |
| 11 | Andy Priaulx       | BMW Team RBM                    | BMW 320si          | M     |
| 15 | Franz Engstler     | Liqui Moly Team Engstler        | BMW 320si          | MI    |
| 16 | Andriej Romanow    | Liqui Moly Team Engstler        | BMW 320si          | MI    |
| 17 | Michel Nykjær      | SUNRED Engineering              | SEAT León 2.0 TDI  | MR    |
| 18 | Fredy Barth        | SEAT Swiss Racing by SUNRED     | SEAT León 2.0 TDI  | MR    |
| 20 | Darryl O’Young     | Bamboo Engineering              | Chevrolet Lacetti  | MIR   |
| 21 | Mehdi Bennani      | Wiechers-Sport                  | BMW 320si          | MIR   |
| 24 | Kristian Poulsen   | Poulsen Motorsport              | BMW 320si          | MI    |
| 25 | Sergio Hernández   | Scuderia Proteam Motorsport     | BMW 320si          | MI    |
| 26 | Stefano D'Aste     | Scuderia Proteam Motorsport     | BMW 320si          | MI    |
| 29 | Colin Turkington   | Team Aviva-COFCO / WSR          | BMW 320si          | M     |
| 41 | Robert Dahlgren    | Volvo Olsbergs Green Racing     | Volvo C30          | G     |
| 43 | Nobuteru Taniguchi | Scuderia Proteam Motorsport     | BMW 320si          | MI    |
| 44 | Yoshihiro Ito      | Liqui Moly Team Engstler        | BMW 320si          | MI    |
| 45 | Kevin Chen         | Scuderia Proteam Motorsport     | BMW 320si          | MI    |
| 46 | Masataka Yanagida  | Wiechers-Sport                  | BMW 320si          | MI    |
| 51 | Henry Ho           | Ho Chun Kei / Sports & You Asia | BMW 320si          | MI    |
| 72 | Yukinori Taniguchi | Bamboo Engineering              | Chevrolet Lacetti  | MI    |
| 73 | Michaël Rossi      | SR-Sport                        | SEAT León 2.0 TDI  | M     |
| Nr | Kierowca           | Zespół                          | Samochód           | Klasa |

| Symbol | Klasa                                   |
| ------ | --------------------------------------- |
| M      | Producent (Manufacturers' Championship) |
| I      | Niezależny (Independents' Trophy)       |
| R      | Debiutant (Rookie Challenge)            |
| G      | Niedopuszczony do zdobywania punktów    |

## Wyniki

### Sesje treningowe
| Sesja | Nr | Kierowca       | Zespół       | Samochód          | Czas     | Okr. |
| ----- | -- | -------------- | ------------ | ----------------- | -------- | ---- |
| 1     | 10 | Augusto Farfus | BMW Team RBM | BMW 320si         | 1:38,085 | 10   |
| 2     | 2  | Tom Coronel    | SR-Sport     | SEAT León 2.0 TDI | 1:38,943 | 11   |

### Kwalifikacje
| Poz.    | Nr      |         | Kierowca           | Zespół                          | Samochód           | Q1       | Q2       | Poz. s. |
| II etap | II etap | II etap | II etap            | II etap                         | II etap            | II etap  | II etap  | II etap |
| ------- | ------- | ------- | ------------------ | ------------------------------- | ------------------ | -------- | -------- | ------- |
| 1       | 11      |         | Andy Priaulx       | BMW Team RBM                    | BMW 320si          | 1:37,623 | 1:36,972 | 1       |
| 2       | 10      |         | Augusto Farfus     | BMW Team RBM                    | BMW 320si          | 1:37,455 | 1:37,408 | 2       |
| 3       | 7       |         | Robert Huff        | Chevrolet                       | Chevrolet Cruze LT | 1:37,690 | 1:37,441 | 3       |
| 4       | 29      |         | Colin Turkington   | Team Aviva-COFCO / WSR          | BMW 320si          | 1:37,264 | 1:37,492 | 4       |
| 5       | 5       |         | Norbert Michelisz  | Zengő-Dension Team              | SEAT León 2.0 TDI  | 1:37,707 | 1:37,577 | 5       |
| 6       | 1       |         | Gabriele Tarquini  | SR-Sport                        | SEAT León 2.0 TDI  | 1:37,725 | 1:37,727 | 6       |
| 7       | 8       |         | Alain Menu         | Chevrolet                       | Chevrolet Cruze LT | 1:37,805 | 1:37,844 | 7       |
| 8       | 6       |         | Yvan Muller        | Chevrolet                       | Chevrolet Cruze LT | 1:37,767 | 1:37,913 | 8       |
| 9       | 73      |         | Michaël Rossi      | SR-Sport                        | SEAT León 2.0 TDI  | 1:37,809 | 1:38,387 | 9       |
| 10      | 15      | I       | Franz Engstler     | Liqui Moly Team Engstler        | BMW 320si          | 1:37,786 | 1:38,605 | 10      |
| I etap  |         |         |                    |                                 |                    |          |          |         |
| 11      | 3       |         | Tiago Monteiro     | SR-Sport                        | SEAT León 2.0 TDI  | 1:37,904 | –        | 11      |
| 12      | 17      |         | Michel Nykjær      | SUNRED Engineering              | SEAT León 2.0 TDI  | 1:37,904 | –        | 12      |
| 13      | 20      | I       | Darryl O’Young     | Bamboo Engineering              | Chevrolet Lacetti  | 1:38,056 | –        | 13      |
| 14      | 41      | G       | Robert Dahlgren    | Volvo Olsbergs Green Racing     | Volvo C30          | 1:38,128 | –        | 24      |
| 15      | 24      | I       | Kristian Poulsen   | Poulsen Motorsport              | BMW 320si          | 1:38,156 | –        | 14      |
| 16      | 18      |         | Fredy Barth        | SEAT Swiss Racing by SUNRED     | SEAT León 2.0 TDI  | 1:38,171 | –        | 15      |
| 17      | 2       |         | Tom Coronel        | SR-Sport                        | SEAT León 2.0 TDI  | 1:38,190 | –        | 16      |
| 18      | 26      | I       | Stefano D'Aste     | Scuderia Proteam Motorsport     | BMW 320si          | 1:38,540 | –        | 17      |
| 19      | 25      | I       | Sergio Hernández   | Scuderia Proteam Motorsport     | BMW 320si          | 1:38,728 | –        | 18      |
| 20      | 72      | I       | Yukinori Taniguchi | Bamboo Engineering              | Chevrolet Lacetti  | 1:38,747 | –        | 19      |
| 21      | 16      | I       | Andriej Romanow    | Liqui Moly Team Engstler        | BMW 320si          | 1:39,098 | –        | 20      |
| 22      | 44      | I       | Yoshihiro Ito      | Liqui Moly Team Engstler        | BMW 320si          | 1:39,584 | –        | 21      |
| 23      | 43      | I       | Nobuteru Taniguchi | Scuderia Proteam Motorsport     | BMW 320si          | 1:39,891 | –        | 22      |
| 24      | 45      | I       | Kevin Chen         | Scuderia Proteam Motorsport     | BMW 320si          | 1:39,997 | –        | 23      |
| 25      | 51      | I       | Henry Ho           | Ho Chun Kei / Sports & You Asia | BMW 320si          | 1:40,681 | –        | 25      |
|         | 21      | I       | Mehdi Bennani      | Wiechers-Sport                  | BMW 320si          | [ 2 ]    | –        | 26      |
|         | 46      | I       | Masataka Yanagida  | Wiechers-Sport                  | BMW 320si          | [ 2 ]    | –        | 27      |
| Poz.    | Nr      |         | Kierowca           | Zespół                          | Samochód           | Q1       | Q2       | Poz. s. |

#### Warunki atmosferyczne[2]
| Temperatura toru      | 18/17 °C |
| Temperatura powietrza | 15 °C    |
| Słońce                | nie      |
| Opady deszczu         | nie      |
| Sucho                 |          |

### Wyścig 1
| Poz.              | +/- | Nr |   | Kierowca           | Zespół                          | Samochód           | Okr. | Czas/Strata | Pkt. | Komentarz |
| ----------------- | --- | -- | - | ------------------ | ------------------------------- | ------------------ | ---- | ----------- | ---- | --------- |
| 1                 | 2   | 7  |   | Robert Huff        | Chevrolet                       | Chevrolet Cruze LT | 16   | 31:46,668   | 25   |           |
| 2                 | 6   | 6  |   | Yvan Muller        | Chevrolet                       | Chevrolet Cruze LT | 16   | +4,931      | 18   |           |
| 3                 | 2   | 5  |   | Norbert Michelisz  | Zengő-Dension Team              | SEAT León 2.0 TDI  | 16   | +9,742      | 15   |           |
| 4                 |     | 29 |   | Colin Turkington   | Team Aviva-COFCO / WSR          | BMW 320si          | 16   | +11,310     | 12   |           |
| 5                 | 1   | 1  |   | Gabriele Tarquini  | SR-Sport                        | SEAT León 2.0 TDI  | 16   | +13,876     | 10   |           |
| 6                 | 6   | 17 |   | Michel Nykjær      | SUNRED Engineering              | SEAT León 2.0 TDI  | 16   | +14,901     | 8    |           |
| 7                 |     | 8  |   | Alain Menu         | Chevrolet                       | Chevrolet Cruze LT | 16   | +30,022     | 6    |           |
| 8                 | 16  | 41 | G | Robert Dahlgren    | Volvo Olsbergs Green Racing     | Volvo C30          | 16   | +31,077     |      |           |
| 9                 | 10  | 72 | I | Yukinori Taniguchi | Bamboo Engineering              | Chevrolet Lacetti  | 16   | +1:13,148   | 4    |           |
| 10                | 3   | 20 | I | Darryl O’Young     | Bamboo Engineering              | Chevrolet Lacetti  | 16   | +1:15,995   | 2    |           |
| 11                | 7   | 25 | I | Sergio Hernández   | Scuderia Proteam Motorsport     | BMW 320si          | 16   | +1:17,546   | 1    |           |
| 12                | 10  | 43 | I | Nobuteru Taniguchi | Scuderia Proteam Motorsport     | BMW 320si          | 16   | +1:17,857   |      |           |
| 13                | 3   | 15 | I | Franz Engstler     | Liqui Moly Team Engstler        | BMW 320si          | 16   | +1:19,035   |      |           |
| 14                | 2   | 2  |   | Tom Coronel        | SR-Sport                        | SEAT León 2.0 TDI  | 16   | +1:22,055   |      |           |
| 15                | 1   | 24 | I | Kristian Poulsen   | Poulsen Motorsport              | BMW 320si          | 16   | +1:26,602   |      |           |
| 16                | 10  | 21 | I | Mehdi Bennani      | Wiechers-Sport                  | BMW 320si          | 16   | +1:30,373   |      |           |
| 17                | 10  | 46 | I | Masataka Yanagida  | Wiechers-Sport                  | BMW 320si          | 16   | +1:30,957   |      |           |
| 18                | 7   | 51 | I | Henry Ho           | Ho Chun Kei / Sports & You Asia | BMW 320si          | 15   | +1 okr.     |      |           |
| 19                | 2   | 44 | I | Yoshihiro Ito      | Liqui Moly Team Engstler        | BMW 320si          | 15   | +1 okr.     |      |           |
| Niesklasyfikowani |     |    |   |                    |                                 |                    |      |             |      |           |
|                   |     | 45 | I | Kevin Chen         | Scuderia Proteam Motorsport     | BMW 320si          | 9    |             |      | wypadek   |
|                   |     | 16 | I | Andriej Romanow    | Liqui Moly Team Engstler        | BMW 320si          | 9    |             |      | ukończył  |
|                   |     | 73 |   | Michaël Rossi      | SR-Sport                        | SEAT León 2.0 TDI  | 6    |             |      | wypadek   |
|                   |     | 3  |   | Tiago Monteiro     | SR-Sport                        | SEAT León 2.0 TDI  | 2    |             |      | wypadek   |
|                   |     | 18 |   | Fredy Barth        | SEAT Swiss Racing by SUNRED     | SEAT León 2.0 TDI  | 2    |             |      | wypadek   |
|                   |     | 26 | I | Stefano D'Aste     | Scuderia Proteam Motorsport     | BMW 320si          | 2    |             |      | wypadek   |
| Zdyskwalifikowani |     |    |   |                    |                                 |                    |      |             |      |           |
|                   |     | 10 |   | Augusto Farfus     | BMW Team RBM                    | BMW 320si          |      |             |      | [ 2 ]     |
|                   |     | 11 |   | Andy Priaulx       | BMW Team RBM                    | BMW 320si          |      |             |      | [ 2 ]     |
| Poz.              | +/- | Nr |   | Kierowca           | Zespół                          | Samochód           | Okr. | Czas/Strata | Pkt. | Komentarz |

#### Najszybsze okrążenie
| Nr | Kierowca    | Zespół    | Samochód           | Czas     | Okr. |
| -- | ----------- | --------- | ------------------ | -------- | ---- |
| 6  | Yvan Muller | Chevrolet | Chevrolet Cruze LT | 1:51,813 | 9    |

#### Warunki atmosferyczne[2]
| Temperatura toru      | 16 °C |
| Temperatura powietrza | 14 °C |
| Słońce                | nie   |
| Opady deszczu         | tak   |
| Mokro                 |       |

### Wyścig 2
| Poz.              | +/- | Nr |   | Kierowca           | Zespół                          | Samochód           | Okr. | Czas/Strata | Pkt. | Komentarz     |
| ----------------- | --- | -- | - | ------------------ | ------------------------------- | ------------------ | ---- | ----------- | ---- | ------------- |
| 1                 | 2   | 29 |   | Colin Turkington   | Team Aviva-COFCO / WSR          | BMW 320si          | 16   | 33:48,074   | 25   |               |
| 2                 | 4   | 6  |   | Yvan Muller        | Chevrolet                       | Chevrolet Cruze LT | 16   | +0,724      | 18   |               |
| 3                 | 5   | 7  |   | Robert Huff        | Chevrolet                       | Chevrolet Cruze LT | 16   | +1,822      | 15   |               |
| 4                 | 5   | 8  |   | Alain Menu         | Chevrolet                       | Chevrolet Cruze LT | 16   | +2,826      | 12   |               |
| 5                 | 5   | 41 | G | Robert Dahlgren    | Volvo Olsbergs Green Racing     | Volvo C30          | 16   | +3,165      |      |               |
| 6                 | 5   | 17 |   | Michel Nykjær      | SUNRED Engineering              | SEAT León 2.0 TDI  | 16   | +4,174      | 10   |               |
| 7                 | 3   | 5  |   | Norbert Michelisz  | Zengő-Dension Team              | SEAT León 2.0 TDI  | 16   | +5,432      | 8    |               |
| 8                 | 13  | 2  |   | Tom Coronel        | SR-Sport                        | SEAT León 2.0 TDI  | 16   | +5,901      | 6    |               |
| 9                 | 3   | 20 | I | Darryl O’Young     | Bamboo Engineering              | Chevrolet Lacetti  | 16   | +7,061      | 4    |               |
| 10                | 5   | 15 | I | Franz Engstler     | Liqui Moly Team Engstler        | BMW 320si          | 16   | +7,613      | 2    |               |
| 11                | 5   | 24 | I | Kristian Poulsen   | Poulsen Motorsport              | BMW 320si          | 16   | +7,806      | 1    |               |
| 12                | 12  | 73 |   | Michaël Rossi      | SR-Sport                        | SEAT León 2.0 TDI  | 16   | +8,271      |      |               |
| 13                | 13  | 18 |   | Fredy Barth        | SEAT Swiss Racing by SUNRED     | SEAT León 2.0 TDI  | 16   | +9,309      |      |               |
| 14                | 4   | 46 | I | Masataka Yanagida  | Wiechers-Sport                  | BMW 320si          | 16   | +10,628     |      |               |
| 15                | 8   | 16 | I | Andriej Romanow    | Liqui Moly Team Engstler        | BMW 320si          | 16   | +10,698     |      |               |
| 16                | 5   | 72 | I | Yukinori Taniguchi | Bamboo Engineering              | Chevrolet Lacetti  | 16   | +13,036     |      |               |
| 17                | 10  | 26 | I | Stefano D'Aste     | Scuderia Proteam Motorsport     | BMW 320si          | 16   | +13,679     |      |               |
| 18                | 4   | 43 | I | Nobuteru Taniguchi | Scuderia Proteam Motorsport     | BMW 320si          | 16   | +27,107     |      |               |
| 19                | 2   | 21 | I | Mehdi Bennani      | Wiechers-Sport                  | BMW 320si          | 16   | +31,104     |      |               |
| 20                | 2   | 45 | I | Kevin Chen         | Scuderia Proteam Motorsport     | BMW 320si          | 15   | +1 okr.     |      |               |
| 21                | 2   | 51 | I | Henry Ho           | Ho Chun Kei / Sports & You Asia | BMW 320si          | 13   | +3 okr.     |      | wypadł z toru |
| Niesklasyfikowani |     |    |   |                    |                                 |                    |      |             |      |               |
|                   |     | 25 | I | Sergio Hernández   | Scuderia Proteam Motorsport     | BMW 320si          | 11   |             |      | wypadek       |
|                   |     | 1  |   | Gabriele Tarquini  | SR-Sport                        | SEAT León 2.0 TDI  | 10   |             |      | wypadek       |
|                   |     | 3  |   | Tiago Monteiro     | SR-Sport                        | SEAT León 2.0 TDI  | 10   |             |      | wypadek       |
|                   |     | 44 | I | Yoshihiro Ito      | Liqui Moly Team Engstler        | BMW 320si          | 7    |             |      | wypadek       |
| Zdyskwalifikowani |     |    |   |                    |                                 |                    |      |             |      |               |
|                   |     | 10 |   | Augusto Farfus     | BMW Team RBM                    | BMW 320si          |      |             |      | [ 2 ]         |
|                   |     | 11 |   | Andy Priaulx       | BMW Team RBM                    | BMW 320si          |      |             |      | [ 2 ]         |
| Poz.              | +/- | Nr |   | Kierowca           | Zespół                          | Samochód           | Okr. | Czas/Strata | Pkt. | Komentarz     |

#### Najszybsze okrążenie
| Nr | Kierowca      | Zespół             | Samochód          | Czas     | Okr. |
| -- | ------------- | ------------------ | ----------------- | -------- | ---- |
| 17 | Michel Nykjær | SUNRED Engineering | SEAT León 2.0 TDI | 1:53,478 | 4    |

#### Warunki atmosferyczne[2]
| Temperatura toru      | 15 °C |
| Temperatura powietrza | 13 °C |
| Słońce                | nie   |
| Opady deszczu         | tak   |
| Mokro                 |       |

## Klasyfikacja po rundzie

### Kierowcy
| Poz.              | +/- | Kierowca             | Starty | Punkty | P1 | P2 | P3 | PP | NO | NS | DK | NW |
| ----------------- | --- | -------------------- | ------ | ------ | -- | -- | -- | -- | -- | -- | -- | -- |
| 1                 |     | Yvan Muller          | 20     | 301    | 3  | 8  | 2  | 2  | 1  | 1  | –  | –  |
| 2                 | 1   | Gabriele Tarquini    | 20     | 246    | 5  | 1  | 3  | 3  | 6  | 2  | –  | –  |
| 3                 | 1   | Andy Priaulx         | 20     | 240    | 6  | –  | –  | 1  | 5  | 2  | 2  | –  |
| 4                 |     | Robert Huff          | 20     | 236    | 2  | 4  | 4  | 1  | 1  | 1  | 1  | –  |
| 5                 | 1   | Alain Menu           | 20     | 167    | 1  | –  | 6  | –  | 1  | 2  | –  | –  |
| 6                 | 1   | Tiago Monteiro       | 20     | 158    | 2  | –  | 2  | 1  | 1  | 3  | –  | –  |
| 7                 |     | Augusto Farfus       | 20     | 149    | –  | 3  | –  | 2  | 1  | 1  | 2  | –  |
| 8                 |     | Tom Coronel          | 20     | 128    | –  | 1  | 1  | –  | –  | 2  | –  | –  |
| 9                 | 1   | Colin Turkington     | 8      | 97     | 1  | 2  | 1  | –  | –  | –  | –  | –  |
| 10                | 3   | Norbert Michelisz    | 20     | 69     | –  | –  | 1  | –  | –  | 2  | –  | –  |
| 11                | 1   | Michel Nykjær        | 20     | 66     | –  | –  | –  | –  | 1  | 3  | –  | –  |
| 12                | 3   | Jordi Gené           | 17     | 61     | –  | 1  | –  | –  | 2  | 2  | 1  | 1  |
| 13                | 2   | Fredy Barth          | 20     | 51     | –  | –  | –  | –  | 1  | 3  | –  | –  |
| 14                |     | Kristian Poulsen     | 16     | 16     | –  | –  | –  | –  | –  | 3  | –  | –  |
| 15                |     | Darryl O’Young       | 20     | 15     | –  | –  | –  | –  | –  | 3  | –  | –  |
| 16                |     | Sergio Hernández     | 20     | 7      | –  | –  | –  | –  | –  | 2  | –  | –  |
| 17                | 10  | Yukinori Taniguchi   | 6      | 4      | –  | –  | –  | –  | –  | –  | –  | –  |
| 18                | 1   | Stefano D'Aste       | 19     | 3      | –  | –  | –  | –  | –  | 3  | –  | 1  |
| 19                | 1   | Mehdi Bennani        | 20     | 2      | –  | –  | –  | –  | –  | 4  | –  | –  |
| 20                | 1   | Franz Engstler       | 19     | 2      | –  | –  | –  | –  | –  | 3  | –  | 1  |
| 21                | 2   | Harry Vaulkhard      | 14     | 1      | –  | –  | –  | –  | –  | 2  | –  | –  |
| 22                | 2   | Leonel Pernía        | 2      | 1      | –  | –  | –  | –  | –  | –  | –  | –  |
| 23                | 1   | Pierre-Yves Corthals | 2      | 0      | –  | –  | –  | –  | –  | –  | –  | –  |
| 24                |     | Nobuteru Taniguchi   | 2      | 0      | –  | –  | –  | –  | –  | –  | –  | –  |
| 25                |     | Michaël Rossi        | 2      | 0      | –  | –  | –  | –  | –  | 1  | –  | –  |
| 26                | 3   | Marc Carol           | 2      | 0      | –  | –  | –  | –  | –  | –  | –  | –  |
| 27                | 3   | Andriej Romanow      | 16     | 0      | –  | –  | –  | –  | –  | 4  | –  | 2  |
| 28                | 3   | Tom Boardman         | 2      | 0      | –  | –  | –  | –  | –  | 1  | –  | –  |
| 29                | 3   | Vincent Radermecker  | 2      | 0      | –  | –  | –  | –  | –  | –  | –  | –  |
| 29                |     | Masataka Yanagida    | 2      | 0      | –  | –  | –  | –  | –  | –  | –  | –  |
| 31                | 3   | Fabio Fabiani        | 6      | 0      | –  | –  | –  | –  | –  | 1  | –  | –  |
| 32                | 3   | Tim Coronel          | 2      | 0      | –  | –  | –  | –  | –  | –  | –  | –  |
| 33                |     | Henry Ho             | 2      | 0      | –  | –  | –  | –  | –  | –  | –  | –  |
| 34                |     | Yoshihiro Ito        | 2      | 0      | –  | –  | –  | –  | –  | 1  | –  | –  |
| 35                |     | Kevin Chen           | 2      | 0      | –  | –  | –  | –  | –  | 1  | –  | –  |
| Niesklasyfikowani |     |                      |        |        |    |    |    |    |    |    |    |    |
| –                 |     | Robert Dahlgren      | 3      | –      | –  | –  | –  | –  | –  | –  | –  | 1  |
| –                 |     | Carlos "Cacá" Bueno  | 1      | –      | –  | –  | –  | –  | –  | 1  | –  | 1  |
| –                 |     | Ismaïl Sbaï          | 1      | –      | –  | –  | –  | –  | –  | 1  | –  | 1  |
| –                 |     | Youssaf El Marnissi  | 0      | –      | –  | –  | –  | –  | –  | –  | –  | 2  |
| Poz.              | +/- | Kierowca             | Starty | Punkty | P1 | P2 | P3 | PP | NO | NS | DK | NW |

### Producenci
| Poz. | +/- | Producent                 | Starty | Punkty | P1 | P2 | P3 | PP | NO | NS | DK | NW |
| ---- | --- | ------------------------- | ------ | ------ | -- | -- | -- | -- | -- | -- | -- | -- |
| 1    |     | Chevrolet                 | 20     | 645    | 6  | 12 | 12 | 3  | 3  | 11 | 1  | 4  |
| 2    |     | SEAT Customers Technology | 20     | 571    | 7  | 2  | 6  | 4  | 11 | 18 | 1  | 1  |
| 3    |     | BMW                       | 20     | 544    | 7  | 6  | 2  | 3  | 6  | 26 | 4  | 4  |
| Poz. | +/- | Producent                 | Starty | Punkty | P1 | P2 | P3 | PP | NO | NS | DK | NW |